# Pedro León Sánchez Gil
Pedro León Sánchez Gil (Mula, 24 november 1986) - alias Pedro León of León - is een Spaans betaald voetballer die doorgaans als rechtsbuiten speelt.

## Carrière
Pedro León komt uit een gezin van vier broers, waarvan de andere drie profwielrenner werden. Alle broers dragen León als eerste of tweede naam, verwijzend naar hun grootvader. Ze heten: León Sánchez, Luis León Sánchez, Pedro León en Antonio León Sánchez. Oudste broer León Sánchez kwam in 2005 om het leven bij een ongeluk met een quad. Zodoende besloten Pedro Léon en zijn broer Luis León Sánchez bij elk sportsucces hun broer te eren door het opsteken van twee vingers richting de hemel.
Pedro León begon met voetballen bij Muleño CF en Nueva Vanguardia, waarna hij in 2004 in de jeugdopleiding van Real Murcia werd opgenomen. Hij debuteerde in januari 2005 voor het eerste elftal van de club in de Segunda División A. In 2007 promoveerde hij met Los Pimentoneros naar de Primera División, wat hem een transfer naar UD Levante opleverde. Na de degradatie van de Valenciaanse club in 2008 werd León gecontracteerd door Real Valladolid. Een jaar later ging hij naar Getafe CF. Op 15 juli 2010 werd hij door de dan net aangestelde trainer José Mourinho naar Real Madrid gehaald, waar hij voor zes jaar tekende.  De club betaalde tien miljoen euro voor hem aan Getafe. De aanpassing verliep moeilijk, maar hij werd toch einde september opgenomen in de selectie van 18 spelers einde september voor de Champions League tegen AJ Auxerre.  Hij werd echter door coach José Mourinho onmiddellijk van de lijst van 18 spelers geschrapt.  Wegens een vechtpartij op training tijdens de maand februari 2011, werden zowel hij als teamgenoot Fernando Gago uit de selectie, die Sevilla FC in de halve finales van de Copa del Rey zou treffen, gezet . Gago werd echter wel geselecteerd voor de volgende wedstrijd, terwijl León dat niet werd.  Het daaropvolgende seizoen 2011-2012 werd de speler opnieuw verhuurd aan Getafe CF.  Deze verhuur werd nog een seizoen verlengd totdat hij begin seizoen 2013-2014 definitief terugkeerde naar Getafe.  Na de degradatie op het einde van het seizoen 2015-2016, bleef hij op het hoogste niveau van het Spaanse voetbal door te tekenen voor nieuwkomer SD Eibar.  Hij zou in totaal vijf seizoenen bij deze ploeg blijven, totdat deze op het einde van het seizoen 2020-2021 haar plaats verloor door degradatie.

## Clubstatistieken
| Seizoen | Club            | Competitie         | Wedstrijden | Doelpunten |
| ------- | --------------- | ------------------ | ----------- | ---------- |
| 2004/05 | Real Murcia     | Segunda División A | 18          | 1          |
| 2005/06 | Real Murcia     | Segunda División A | 30          | 2          |
| 2006/07 | Real Murcia     | Segunda División A | 31          | 7          |
| 2007/08 | UD Levante      | Primera División   | 24          | 3          |
| 2008/09 | Real Valladolid | Primera División   | 33          | 3          |
| 2009/10 | Getafe CF       | Primera División   | 35          | 8          |
| 2010/11 | Real Madrid     | Primera División   | 6           | 0          |
| 2011/12 | → Getafe CF     | Primera División   | 13          | 1          |
| 2012/13 | → Getafe CF     | Primera División   | 29          | 3          |
| 2013/14 | Getafe CF       | Primera División   | 37          | 7          |
| 2014/15 | Getafe CF       | Primera División   | 25          | 2          |
| 2015/16 | Getafe CF       | Primera División   | 31          | 2          |
| 2016/17 | SD Eibar        | Primera División   | 37          | 10         |
| 2017/18 | SD Eibar        | Primera División   | 12          | 0          |
| 2018/19 | SD Eibar        | Primera División   | 9           | 1          |
| 2019/20 | SD Eibar        | Primera División   | 31          | 1          |
| 2020/21 | SD Eibar        | Primera División   | 24          | 1          |

## Interlandcarrière
Pedro León debuteerde in januari 2007 in Spanje –21, waarmee hij deelnam aan het EK –21 van 2009. Hij maakte één doelpunt op dit toernooi, in de laatste groepswedstrijd tegen Finland.

## Erelijst
| Copa del Rey | 1x | 2010/2011 |

1 Dmitrović ·
2 Burgos · 
3 Bigas · 
4 Oliveira ·
5 Martínez ·
6 Álvarez ·
7 González ·
8 Diop ·
9 Enrich  ·
10 Expósito ·
11 Soares ·
12 Muto ·
13 Yoel ·
14 Inui ·
15 José Ángel ·
16 Olabe ·
17 Kike ·
18 Recio ·
19 Kądzior ·
20 Correa ·
21 León ·
22 Pozo ·
23 Arbilla ·
24 Rodrigues ·
25 Gil ·
Coach: Mendilibar